# Krystian Bielik
Krystian Bielik (* 4. Januar 1998 in Konin) ist ein polnischer Fußballspieler. Der Mittelfeldspieler steht bei Birmingham City unter Vertrag und ist A-Nationalspieler.

## Karriere

### Verein

#### Anfänge in Polen
Krystian Bielik begann seine Karriere in seiner Geburtsstadt bei Górnik Konin und wechselte 2012 in die Jugend von Lech Posen. Zur Saison 2014/15 wechselte er im Alter von erst 16 Jahren in die erste Mannschaft von Legia Warschau. Am 24. August 2014 kam er beim 2:0-Sieg im Heimspiel gegen Korona Kielce zu seinem Debüt in der Ekstraklasa, bei dem er über die volle Spielzeit auf dem Platz stand. Am 11. Dezember 2014 kam er beim 2:0-Sieg im Heimspiel gegen Trabzonspor für zwei Minuten in der Europa League zum Einsatz, nachdem er für Ondrej Duda eingewechselt worden war.

#### Wechsel zu Arsenal und Leihgeschäfte

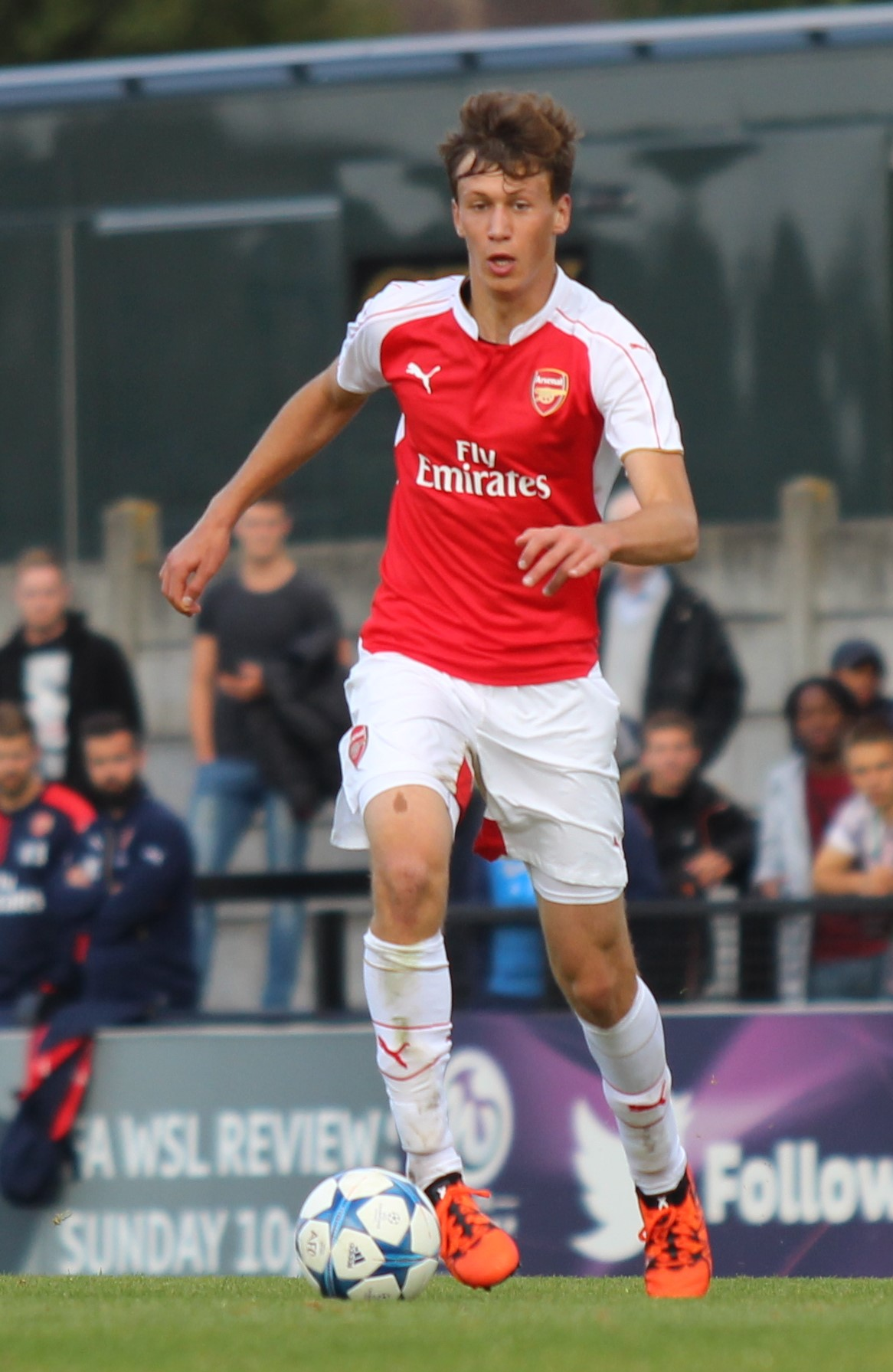
Bielik im 2015 mit FC Arsenal

Am 21. Januar 2015 wechselte Bielik in die Premier League zum FC Arsenal. Er kam in Ligaspielen bislang nur für die U21 des Vereins zum Einsatz, die in der U21 Premier League spielt. Am 27. Oktober 2015 debütierte Bielik bei der 0:3-Niederlage im League Cup gegen Sheffield Wednesday für die erste Mannschaft der Gunners.
Ende Januar 2017 wurde Bielik bis Saisonende an den englischen Zweitligisten Birmingham City verliehen. Im Januar 2018 folgte eine Leihe zum Drittligisten FC Walsall, für den er jedoch zu keinem Pflichtspieleinsatz kam. Die Saison 2018/19 spielte Bielik bei Charlton Athletic in der EFL League One.

#### Derby County und Rückkehr nach Birmingham
Zur Spielzeit 2019/20 wechselte Bielik zum Zweitligisten Derby County. In der Saison 2021/22 stieg er mit dem sich in großen finanziellen Schwierigkeiten befindlichen Verein in die dritte Liga ab.
Daraufhin wechselte er Ende Juli 2022 zunächst auf Leihbasis erneut an den Zweitligisten Birmingham City, der ihn ein Jahr später anschließend fest verpflichtete.

### Nationalmannschaft
Bielik kam am 10. September 2013 beim 4:2-Sieg gegen Österreich erstmals für die polnische U16-Auswahl zum Einsatz. Am 27. August 2014 debütierte er beim 3:0-Sieg gegen Norwegen für die U17-Nationalmannschaft. Zwei Tage später erzielte er beim 4:0-Sieg gegen Schweden mit den Treffern zum 1:0 und 3:0 seine ersten Tore im Profifußball.
Im September 2019 debütierte Bielik bei der 0:2-Niederlage in der EM-Qualifikation gegen Slowenien in der A-Nationalmannschaft. 2022 gehörte Bielik dem polnischen Kader bei der Weltmeisterschaft an und kam dort in allen vier Turnierspielen zum Einsatz, ehe die Mannschaft im Achtelfinale gegen Frankreich ausschied.